# Curtis Hanson
Curtis Hanson (Reno, 24 de março de 1945 – Los Angeles, 20 de setembro de 2016) foi um cineasta estadunidense. 
Seus trabalhos como diretor incluem o suspense psicológico The Hand That Rocks the Cradle de 1992, (com Rebecca De Mornay); L.A. Confidential de 1997, a comédia Wonder Boys de 2000, o filme biográfico 8 Mile - Rua das Ilusões em 2002 e a comédia romântica In Her Shoes em 2005. Dentro de sua filmografia, L.A. Confidential foi o filme mais importante, recebendo nove indicações ao Óscar e levou duas estatuetas, nos prêmios de melhor atriz coadjuvante para Kim Basinger e a de melhor roteiro adaptado para Hanson e Brian Helgeland. Seu último longa foi em 2012, Chasing Mavericks, em que ele se afastou antes do fim das filmagens após anunciar problemas de saúde nunca revelados. O filme foi continuado por Michael Apted.
Hanson morreu em sua própria casa, em 20 de setembro de 2016, de parada cardíaca. O serviço de atendimento foi chamado mas não houve tempo de salvá-lo.

## Filmografia
| Ano  | Título                         | Execução                       | Notas                            |
| ---- | ------------------------------ | ------------------------------ | -------------------------------- |
| 2012 | Chasing Mavericks              | Co-Diretor com Michael Apted   |                                  |
| 2011 | The Big Year                   | Produtor                       |                                  |
| 2011 | Too Big to Fail                | Diretor                        |                                  |
| 2007 | Lucky you                      | Diretor e Roteirista           |                                  |
| 2005 | In Her Shoes                   | Diretor                        |                                  |
| 2002 | 8 Mile                         | Diretor                        |                                  |
| 2000 | Wonder Boys                    | Diretor                        |                                  |
| 1997 | L.A. Confidential              | Diretor, Produtor e Roteirista | Oscar de Melhor Roteiro Adaptado |
| 1994 | The River wild                 | Diretor                        |                                  |
| 1992 | The Hand That Rocks the Cradle | Diretor                        |                                  |
| 1990 | Bad Influence                  | Diretor                        |                                  |
| 1987 | The Bedroom window             | Diretor                        |                                  |
| 1986 | The Children of Times Square   | Diretor                        | (TV)                             |
| 1983 | Losin' it                      | Diretor                        |                                  |
| 1982 | White Dog                      | Roteirista                     |                                  |
| 1980 | The Little dragons             | Diretor                        |                                  |
| 1978 | The Silent Partner             | Produtor e Roteirista          |                                  |
| 1972 | Sweet kill                     | Diretor                        |                                  |

## Prémios e nomeações
- Recebeu uma nomeação ao Óscar de Melhor Filme, por "L.A. Confidential" (1997).
- Recebeu uma nomeação ao Óscar de Melhor Realizador, por "L.A. Confidential" (1997).
- Ganhou o Óscar de Melhor Argumento Adaptado, por "L.A. Confidential" (1997).
- Recebeu uma nomeação ao Globo de Ouro de Melhor Realizar, por "L.A. Confidential" (1997).
- Recebeu uma nomeação ao Globo de Ouro de Melhor Argumento, por "L.A. Confidential" (1997).
- Recebeu uma nomeação ao BAFTA de Melhor Filme, por "L.A. Confidential" (1997).
- Recebeu uma nomeação ao BAFTA de Melhor Realizador, por "L.A. Confidential" (1997).
- Recebeu uma nomeação ao BAFTA de Melhor Argumento Adaptado, por "L.A. Confidential" (1997).
- Ganhou o Prémio Bodil de Melhor Filme Americano, por "L.A. Confidential" (1997).